# Devil's RUNWAY
《devil's RUNWAY》(데블스 런웨이)는 2016년 온스타일에서 방송된 모델 서바이벌 프로그램이다. 우승팀은 상금 1억원을 받으며, 주니어 우승자는 B매거진 커버 장식, 국내 모델 에이전시와의 계약 등의 혜택을 받게 된다.

## 참가자

### 시니어
- 한혜진 팀 : 이의수, 김진경, 정채율, 안승준, 송해나
- 수주 팀 : 민준기, 김나래, 태은, 안아름, 정호연

### 주니어
- 한혜진 팀 : 김강우, 김세희(Top3), 김승준, 정우혁, 박선재
- 수주 팀 : 이명관(우승), 김서현, 추지연, 주원대, 백준영(Top3)